# Mark Mondesir

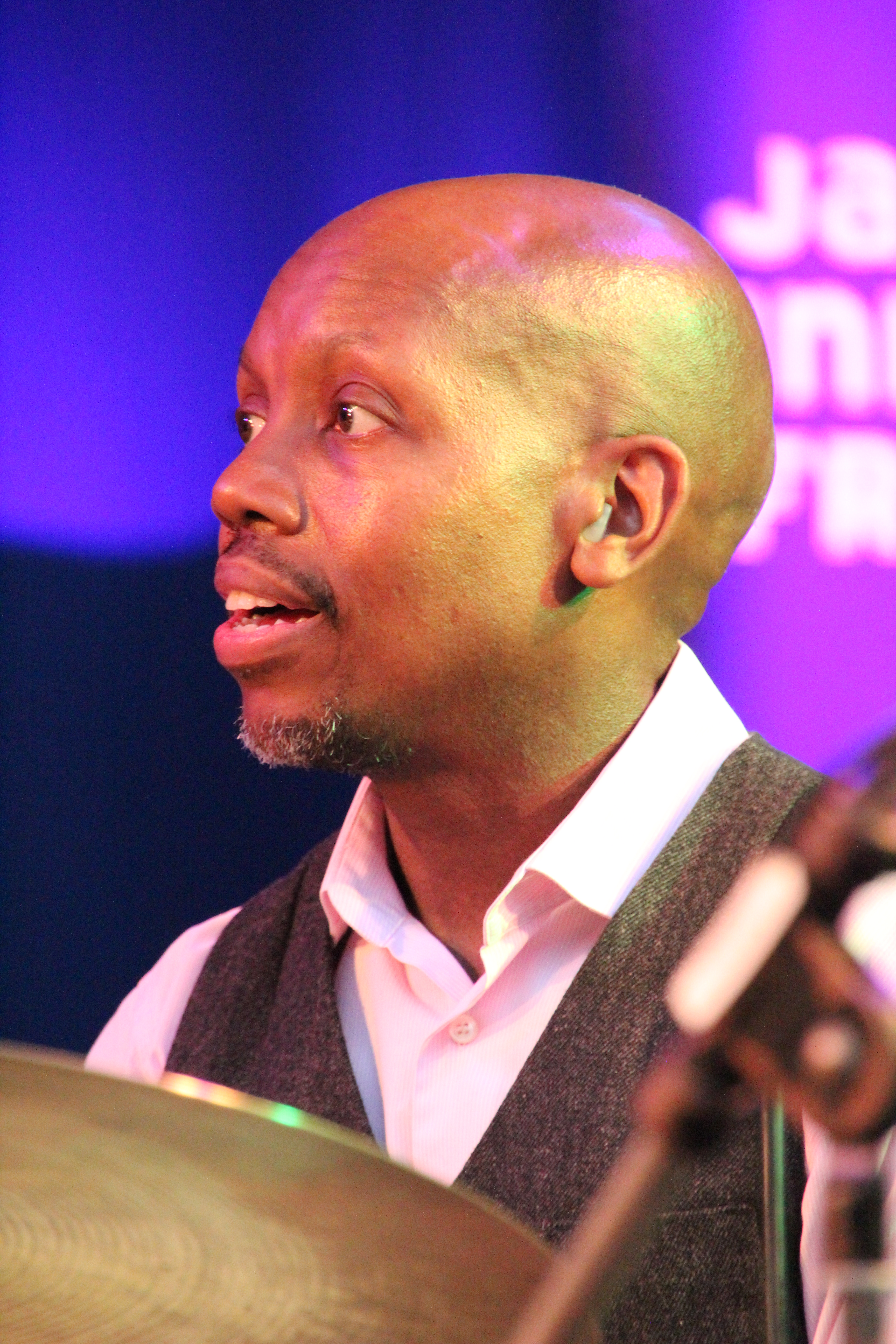
Mark Mondesir (2018)

Mark Mondesir (* 12. Dezember 1964 in Stepney, London) ist ein britischer Jazz-Schlagzeuger.
Mark Mondesir begann ab 12 Jahren Schlagzeug zu spielen und war darin größtenteils Autodidakt, das heißt, er hörte Platten und beobachtete andere Schlagzeuger beim Spiel; hatte aber auch Unterricht bei Trevor Tomkins. Zunächst spielte er mehr im Funk- und Fusion-Bereich und kam erst durch Wochenend-Workshops 1984/5, organisiert von Ian Carr, zum Jazz. Er traf dort Julian Joseph, der ihn mit Courtney Pine bekanntmachte. Auf Jamsessions folgten regelmäßige Auftritte und Aufnahmen mit Courtney Pine (u. a. „Journey to the Urge within“), in dessen Band er ab 1985 war. Danach war er bald ein gefragter Jazz-Schlagzeuger in Großbritannien und darüber hinaus, der auch von Schlagzeugveteranen wie Tony Williams und Dennis Chambers gefördert wurde. Ab 1989 arbeitete er als Freelancer. Er spielte u. a. mit den Jazz Warriors, den Jazz Crusaders, den Marsalis-Brüdern, Julian Joseph, John McLaughlin, Larry Coryell, Art Farmer, Joanne Brackeen, Kevin Eubanks (auf dessen Album „Turning Point“ 1991 mit Dave Holland), Gary Thomas, McCoy Tyner, Joe Zawinul, Barbara Dennerlein, John Scofield, John Serry, Orphy Robinson und den Loose Tubes. Mondesir, der sich nach eigenem Bekunden nicht auf Jazz eingeschränkt wissen will, spielte auch mit Jethro Tull, Jeff Beck, Van Morrison, Brian Ferry, Keith More oder Ronnie Wood.
Mark Mondesir ist der Bruder des Komponisten und Bass-Gitarristen Michael Mondesir.